# 彼得拉里鄉 (登博維察縣)
45°05′37″N 25°17′34″E / 45.09361°N 25.29278°E
彼得拉里鄉（羅馬尼亞語：Comuna Pietrari, Dâmbovița），是羅馬尼亞的鄉份，位於該國南部，由登博維察縣負責管轄，面積26平方公里，海拔高度416米，2007年人口2,746，人口密度每平方公里106人。